# Гваданьи, Бернардо
Бернардо ди Вьери Гваданьи (итал. Bernardo Guadagni; 1367/1368, Флоренция — 1434, Пиза) — флорентийский государственный деятель, Гонфалоньер справедливости Флорентийской республики в 1411, 1428 и 1433 годах, капитан Пизы в 1434 году.